# Апраксин, Фёдор Андреевич
Фёдор Андре́евич Апра́ксин (1703—1754) —  граф, действительный камергер, генерал-лейтенант. Единственный сын брата царицы Марфы Матвеевны, графа Андрея Матвеевича, из древнего рода Апраксиных.

## Биография
Фёдор Андреевич родился 26 июня 1703 года. Начал служить при дворе камер-юнкером. В феврале 1728 года женился на А. М. Шереметевой. Императрица Анна Ивановна, едущая из Петербурга в Петергоф, вместе с принцессой Анной Леопольдовной и со всем Двором обедала на даче графа Фёдора Андреевича 13 июля 1733 года и при этом случае пожаловала его в действительные камергеры. Награждён орденом Святого Александра 12 августа 1741 года. Пожалован чином генерал-лейтенанта 15 июня 1744 года.
Скончался 2 ноября 1754 года на 52 году жизни и погребён в Александро-Невской Лавре.

## Семья
Жена: графиня Александра Михайловна Шереметева (1710—1750), родная внучка фельдмаршала Бориса Петровича Шереметева.
От брака пять сыновей и три дочери.
Сыновья:
- граф Пётр Фёдорович.
- граф Александр Фёдорович.
- граф Николай Фёдорович - служил в Конной гвардии секунд-ротмистром, супруга Софья Ивановна Закревская.
- граф Михаил Фёдорович - женат на Еропкиной, потомства не оставил.
- граф Матвей Фёдорович.

Дочери:
- графиня Наталья Фёдоровна - супруга Михаила Ефимовича Ласунского.
- графиня Екатерина Фёдоровна - супруга обер-егермейстера, князя Петра Алексеевича Голицына.
- графиня Александра Фёдоровна - супруга генерал-майора Василия Ивановича Разумовского, двоюродного брата фельдмаршалов графов Разумовских.